# San Francisco, Colón
San Francisco är en ort i Mexiko.   Den ligger i kommunen Colón och delstaten Querétaro Arteaga, i den centrala delen av landet, 170 km nordväst om huvudstaden Mexico City. San Francisco ligger 1 912 meter över havet och antalet invånare är 741.
Terrängen runt San Francisco är huvudsakligen platt, men åt nordost är den kuperad. Runt San Francisco är det ganska tätbefolkat, med 185 invånare per kvadratkilometer. Närmaste större samhälle är Pedro Escobedo, 9,1 km söder om San Francisco. Omgivningarna runt San Francisco är en mosaik av jordbruksmark och naturlig växtlighet.